# Achit Nuur
El lago Achit o Achit nuur (en mongol: Ачит Нуур, que significa «lago Compasivo») es un lago de agua dulce de Asia Central, localizado en la parte occidental de Mongolia, en la cuenca Uvs Nuur, una cuenca cerrada situada al noreste del macizo de Altái, en el extremo noreste de la depresión de los Grandes Lagos.

## Geografía

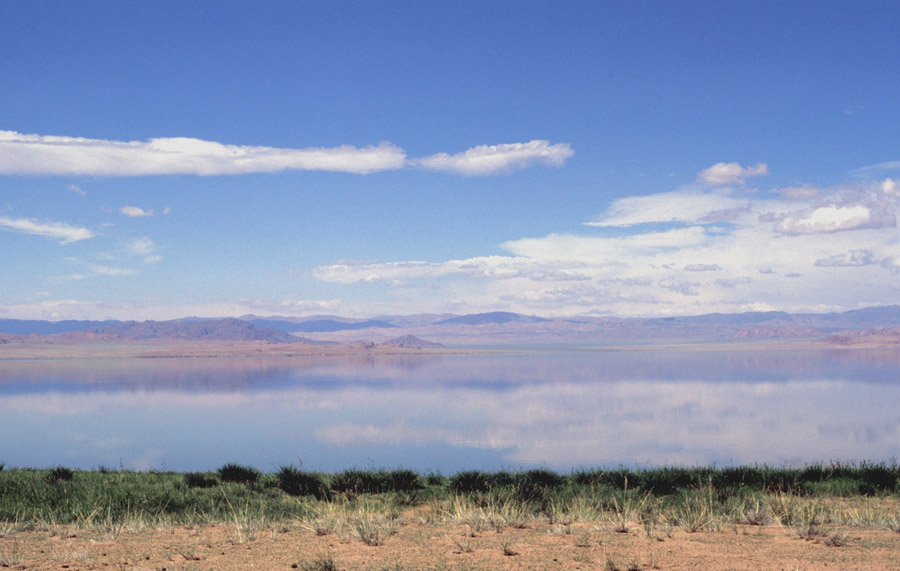
Vista del lago

Es el tercer mayor lago del Aymag de Uvs y el 8.º de Mongolia. El lago tiene una superficie de 298 km², se encuentra a 1.435 m sobre el nivel del mar, mide 28 km de largo y tiene una profundidad máxima de 5 m.
La mayor parte de la costa está cubierta de estepas, en su mayoría rocosa, pero en el noroeste y el noreste hay pequeñas áreas pantanosas, con algunos humedales pequeños en la costa noreste. En el lago desembocan varios ríos y desagua a través del Usun-Cholaj, un corto río que acaba desaguando en el río Khovd.
La región de la costa oriental está poblada mayoritariamente por los dôrvôd, mientras que en la ribera occidental 2/3 son kazajos y el tercio restante también dôrvôd.